# Corguinho
Corguinho est une municipalité brésilienne de l'État de Mato Grosso do Sul et la Microrégion de Campo Grande.